# Баланс белого цвета
Бала́нс бе́лого цве́та (также кратко называемый баланс белого) — один из параметров метода передачи цветного изображения, определяющий соответствие цветовой гаммы изображения объекта цветовой гамме объекта съёмки.
Обычно употребляется как изменяемая характеристика фотографического процесса, фотоматериала, систем цветной печати и копирования, телевизионных систем и устройств воспроизведения графической информации (например, мониторов).
Баланс белого, коррекция баланса белого, настройка белой точки или цветокоррекция — технология коррекции цветов изображения объекта до тех цветов, в которых человек видит объект в естественных условиях (объективный подход), или до тех цветов, которые представляются наиболее привлекательными (субъективный подход). Аналог биологического механизма — цветопостоянства.

## Теоретические нюансы
Объект заведомо белого цвета кажется человеку белым практически при любом освещении, потому что необходимую цветокоррекцию автоматически проводят человеческий глаз и мозг.
Если источник освещения имеет непрерывный спектр тепловой природы, то этому спектру можно поставить в соответствие некоторую температуру, до которой надо нагреть абсолютно чёрное тело, чтобы его излучение имело такой же спектральный состав. Эта температура получила название цветовой температуры. Цветовую температуру измеряют в кельвинах (K).
Пламя свечи имеет цветовую температуру около 1800 К, лампы накаливания — 2500 К, восход солнца — 3800 К, лампа-вспышка — 5500 К, голубое безоблачное небо в летний день — 11000 К и выше.
Корректное определение цветовой температуры по спектру источника для флуоресцентных, многих ртутных и низкотемпературных газоразрядных ламп, люминофорных источников света дать невозможно, так как значительная доля излучённой энергии приходится на «линейчатую» часть спектра. Так как в природе такое освещение встречается крайне редко, глаз человека не имеет эффективных средств адаптации к таким источникам. Однако и в этих случаях мозг создаёт «ощущение белого цвета» для соответствующих объектов (например, снега или листа белой бумаги). В таких случаях говорят о «псевдобелом» источнике света и определяют его «цветовую температуру» путём визуального сравнения с образцами.
Наиболее сложная ситуация для «баланса белого» — наличие двух и более разных источников с различной цветовой температурой. В этом случае глаз и мозг человека всё равно «увидят» правильные цвета предметов, однако и плёнка, и телекамера, и цифровой фотоаппарат воспроизведут часть предметов как «цветные».
Например, если мы выставили баланс белого в цифровом аппарате на «дневной свет», то часть кадра, освещённая лампами накаливания, будет выглядеть жёлтой, флуоресцентными лампами — зелёной, розовой или фиолетовой (для разных типов ламп), на сцене, освещённой безоблачным небом, тени будут голубыми.

### Зрение человека
Американцы Давид Хьюбл и Торстен Вайзел получили Нобелевскую премию 1981 года за исследование зрения человека, развивающее оппонентную теорию цвета Эвальда Геринга (1834—1918). Они предположили, что глаза человека выдают в мозг информацию вовсе не о красном (R), зелёном (G) и синем (B) цветах, как предполагает теория цвета Юнга — Гельмгольца (1802 г.). Согласно теории о трёх оппонентных процессах, мозг получает информацию о разнице яркости белого и чёрного (Ymax и Ymin), о разнице зелёного и красного цветов (G − R), о разнице синего и жёлтого цветов (B − yellow), а жёлтый цвет есть сумма красного и зелёного цветов (yellow = R + G), где R, G и B — яркости цветовых составляющих: красного, зелёного и синего.
Имеем систему уравнений:
- Кч-б = Ymax − Ymin
- Кgr = G − R
- Кbrg = B − R − G

где Кч-б, Кgr, Кbrg — функции коэффициентов баланса белого для любого освещения.
Практически это выражается в том, что люди воспринимают цвет предметов одинаково при разных источниках освещения (цветопостоянство, цветовая адаптация).
Цветовая модель LAB — попытка представить сочетания цветов в модели, максимально приближенной к человеческому восприятию.

## Цветное телевидение
В цветном телевидении перед передачей видеосигнала в эфир он преобразуется из цветовой модели RGB в цветовую модель YUV. Это нужно для обеспечения совместимости цветного и черно-белого телевидения. Сигнал яркости черно-белого изображения Y=0,299R+0,587G+0,114B и сигналы цветности U=B−Y; V=R−Y, где коэффициенты сигнала яркости (0,299; 0,587; 0,114) отражают физиологические особенности нашего зрения, в том числе и баланс белого. В телеприёмниках происходит обратное преобразование из цветовой модели YUV в цветовую модель RGB. Из-за разброса модуляционных характеристик электронных прожекторов кинескопов каждый цветной телевизор имеет регулировку статического и динамического баланса белого. Статический баланс белого регулируется путем индивидуальной настройки уровня чёрного каждого электронного прожектора, а динамический - регулировкой коэффициента усиления видеоусилителей. С конца 1980-х годов статический баланс белого в телевизорах обычно устанавливается автоматически.

## Фотография

### Плёночная
Бала́нс цветно́го изображе́ния — более широкая характеристика свойств цветного многослойного фотоматериала (или фотографического процесса), а также изображения, им сформированного, выражающая соответствие (сбалансированность) градационных характеристик цветоделённых изображений.

#### Баланс экспозиции
Бала́нс экспози́ции — соответствие цветности используемого при съёмке освещения нормированной для данного конкретного фотоматериала цветности освещения. Нормированное освещение задаётся цветовой температурой.
В случае денситометрических измерений изображения количественно выражается отношением величин цветоделённых световых потоков используемого освещения к величинам цветоделённых световых потоков, обеспечивающим баланс светочувствительности фотоматериала.
При отличии этих отношений от единицы говорят, что при съёмке имеет место «разбаланс по экспозиции». Таковой может быть устранён при съёмке (обычно применяемые для этого фильтры называют конверсионными) или при печати фотоснимков введением коррекции.

#### Баланс оптической плотности
Баланс оптической плотности — степень соответствия плотностей цветоделённых изображений серой шкалы.
- Для негативного или дубль-негативного изображения измеряются и сравниваются значения копировальных плотностей, определённых над цветной вуалью
- Для позитивного изображения сравниваются визуально-серые плотности.

Нарушение баланса оптической плотности — следствие нарушений баланса экспозиции, баланса светочувствительности и баланса контраста. Поэтому баланс плотности может служить их интегральной характеристикой.

### Цифровая
В цифровой фотографии «баланс белого цвета» может быть реализован на трёх этапах:
- Изменение коэффициентов усиления аналоговых усилителей в цветовых каналах матрицы. Данный метод позволяет получить бо́льшую фотографическую широту не при одной (оптимальной для данного типа матрицы) цветовой температуре освещения, а во всём доступном диапазоне цветовых температур. Применяется фирмой Pentax, например, в аппаратах Pentax *ist Ds.
- Обработка оцифрованных данных при преобразовании в графический файл внутри фотоаппарата.
- Обработка-Raw файла на компьютере.

В отличие от плёночной фотографии, постобработкой цифровых изображений легко достигается не только баланс светочувствительности, но и баланс контрастности.

#### Режимы в цифровом фотоаппарате
Установка баланса белого в современном (после 2005 года) цифровом фотоаппарате может осуществляться следующими способами:
- Съёмка в формате Raw позволяет выставлять баланс белого после съёмки на компьютере. В этом случае установка баланса белого на аппарате полезна для правильного показа превью на экране аппарата после съёмки или при работе электронного видоискателя. Конечно же, такой способ настройки баланса белого не обходится без потерь.
- Во многих цифровых фотоаппаратах фотограф с помощью специальной кнопки или в меню может вручную устанавливать тип освещения кадра — солнце, дневной свет, голубое (тень) и облачное небо, люминесцентная лампа, лампа накаливания с вольфрамовой нитью, фотовспышка и т. д. и камера делает поправку на соответствующую цветовую температуру.
- Другой ручной режим — цветокоррекция по серой карте, требует некоторого времени и ухудшает оперативность съёмки, но результаты обычно получаются наилучшие. В этом режиме фотограф помещает рядом с объектом съёмки специальную карту нейтрально-серого цвета и, прежде чем начать собственно съёмку, калибрует камеру по этой карте. Цветокоррекция по листу белой бумаги не даёт идеального результата, потому что при производстве бумаги для отбеливания используются различные красители.
- Некоторые «продвинутые» аппараты позволяют задать источник освещения непосредственно в кельвинах — это полезно при студийной съёмке, когда цветовая температура осветительных приборов заранее известна из их паспортов или может быть измерена колориметром.
- Автоматический баланс белого. Логика процессора исходит из предположения, что усреднённо кадр нейтрален в цвете и самые яркие фрагменты кадра имеют нейтрально-белый цвет, а все остальные цвета корректируются относительно них. Для цветокоррекции в цифровой технологии достаточно изменить коэффициенты усиления в нужных цветовых каналах. Мало синего? — повышаем коэффициент усиления синего канала и получаем снимок, как бы сделанный не в свете ламп накаливания, а при дневном освещении. Подобный алгоритм работает хорошо в некотором диапазоне цветовых температур и при тепловом характере спектра освещения. Но в сложных условиях, когда яркий цвет не является белым, кадр имеет искажённую цветопередачу.